# Caffè Nero
Caffè Nero (italiensk sort kaffe) eller Caffè Nero Group Ltd er en kæde af kaffebarer med hovedkvarter i London. Virksomheden blev grundlagt i 1997 af Gerry Ford. Caffè nero har over 700 kaffebarer på verdensplan og findesi syv lande; Storbritannien, Irland, Polen, Cypern, Tyrkiet, Forenede Arabiske Emirater og USA.